# ジェライ・アルバレス
- イェライ・アルバレス

ジェライ（Yeray）こと、ジェライ・アルバレス・ロペス （Yeray Álvarez López, 1995年1月24日 - ）は、スペイン・バスク州ビスカヤ県バラカルド出身のプロサッカー選手。プリメーラ・ディビシオン・アスレティック・ビルバオ所属。ポジションはDF。「Yeray」は「イェライ」と発音されることもある。

## 来歴
2008年にアスレティック・ビルバオのカンテラに入団。2013年のNextGen シリーズに出場した後、2013-14シーズンに傘下のCDバスコニアに昇格し、プロデビュー。更に2014年5月にビルバオ・アスレティックに昇格し、2シーズンプレー。2016-17シーズンにトップチームに昇格。すぐさま最終ラインに定着するなど、ジェライのキャリアは順調に進んでいると思われていた。
ところがその矢先、ジェライにまさかの事態に遭遇。2016年12月24日、ビルバオはジェライが精巣癌を患っていたことを発表。すぐさま摘出手術が行われた。その後チームメイトらに支えられたジェライは、リハビリなどを経て2017年2月4日のFCバルセロナで戦線復帰。病に冒されながらも、ラ・リーガ1年目は26試合に出場。UEFAヨーロッパリーグにも出場した。
しかし、シーズン終了後の2017年6月に、癌を再発していたことが判明。再び手術とリハビリ生活を強いられることになった。そのためクラブはジェライの復帰プランを長期的に見据えることを公表。その後12月に実戦に復帰。2018年2月4日のラ・リーガのジローナFC戦で、公式戦復帰を果たした。
2019年7月18日、クラブとの契約を2026年まで延長し、契約解除金は7000万ユーロに設定された。2021年1月25日、ヘタフェCF戦でイケル・ムニアインのクロスをヘディングでゴールに決め、チームの2点目の得点を記録し、5-1でに勝利に貢献した。
2023年5月31日、レギュラー出場を妨げていた鼠径部痛の手術を受けた。2023年10月6日、太ももの筋肉の負傷で再び手術を受けることになり、4か月間離脱した。2024年3月には、別の筋肉の不調でコパ・デル・レイ決勝のRCDマジョルカ戦を欠場した。

## 代表経歴
2017年にU-21のスペイン代表に選出され、同年ポーランドで開催されたUEFA U-21欧州選手権の出場メンバーにも選出されていたジェライだったが、前述の重病発覚により、出場辞退を余儀なくされた。
2018年に行われた2018 FIFAワールドカップでは代表メンバー入りとはならなかったが、6月3日に行われたサッカースイス代表との親善試合に召集された。
バスク地方代表でもプレーし、2020年11月のコスタリカ代表戦でデビューした。